# カザフスタンサッカー連盟
カザフスタンサッカー連盟（カザフスタンサッカーれんめい、カザフ語: Қазақстанның футбол федерациясы, 英語: Football Federation of Kazakhstan）は、カザフスタンにおけるサッカーを統括する競技運営団体。略称はFSK。国際サッカー連盟（FIFA）と欧州サッカー連盟（UEFA）に加盟している。

## 歴史
1992年のソビエト連邦の崩壊に伴い、カザフスタンサッカー連盟は1994年に他の中央アジア4か国と共にアジアサッカー連盟（AFC）に加入した。ところが、カザフスタン代表は選手やファンの反対（UEFA加盟を希望）を押し切って加入したAFCでもワールドカップに出場できなかった為、選手やファンの不満が募った。以後2001年にAFCを脱退し、2002年4月にUEFAに転籍した。